# Podpolkovnik (Združeno kraljestvo)
Podpolkovnik (izvirno angleško Lieutenant Colonel; okrajšava Lt Col) je višji vojaški čin, ki je v uporabi v Britanski kopenski vojski in pri Kraljevih marinci. Med 1. aprilom 1918 in 31. julijem 1919 je čin uporabljalo tudi Kraljevo vojno letalstvo.
Podpolkovnik je tako nadrejen majorju in je podrejen polkovniku. V skladu z Natovim standardom STANAG 2116 čin nosi oznako OF-4; enakovreden je činu kapitanu fregate (Commander) v Kraljevi vojni mornarici in Wing Commander (dobesedno Poveljnik polka) v Kraljevem vojnem letalstvu.